# Île-aux-Moines
Die Île-aux-Moines (bretonisch Izenah – deutsch „Insel der Mönche“) ist eine französische Gemeinde und gleichnamige Insel im Département Morbihan, in der Bretagne. Die sieben Kilometer lange und an einer Stelle fünf Kilometer breite, etwa kreuzförmige Insel hat eine Größe von etwa 3,1 km² und ist neben der Île d’Arz eine der beiden Inselgemeinden im Golf von Morbihan. Zu ihr gehören auch die Insel Île Creïzic und einige andere winzige Inseln. 

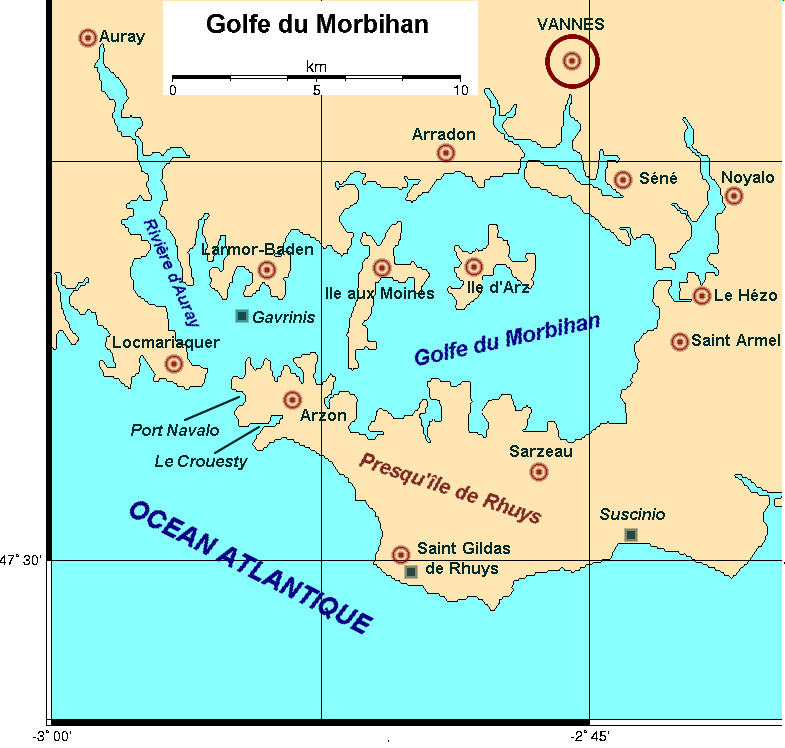
Lage der Île aux Moines im Golf von Morbihan

Aufgrund der Kreuzform liegt kein Punkt der größten Insel im Golf weiter als 450 Meter vom Meer. Die Insel selbst liegt auch nur etwa 500 m von Port-Blanc auf dem Festland entfernt. Von dort und von Larmor-Baden aus ist es möglich, sie in etwa zehn Minuten zu erreichen. Die bewaldete (Feigen, Eukalyptus, Kamelien, Mimosen, Oliven und Pinien) „Perle des Golfes“ ist Künstlerdomizil und Ausflugsziel. Das Dorf hat 632 Einwohner (Stand 1. Januar 2022); diese Zahl wird von Sommerhausgästen um das Zehnfache vergrößert. Insbesondere wohlhabende Pariser Familien besitzen auf der Insel Wochenend- oder Ferienhäuser, die Immobilienpreise sind Stand 2020 die höchsten in der Bretagne.

## Geschichte
Die Île-aux-Moines ist mindestens seit dem Neolithikum bewohnt. Beleg dafür sind vier Dolmen (Kerno, Penhap und die Dolmen von Pen-Nioul an der Pointe de Nioul), ein Menhir (bei Brouel) und der Cromlech von Kergonan; ein Steinkreis von etwa 101 m Durchmesser. Die Mehrzahl der Megalithanlagen konzentrieren sich in der Südhälfte. Der Dolmen von Penhap (auch von Boglieux genannt) ist der am besten erhaltene der Insel. Er hat einige zungenförmige Felsritzungen, die Äxte darstellen, und einen riesigen Deckstein.
Der leicht ovale Cromlech von Kergonan liegt in dem Dorf in der Inselmitte. Mit einem Radius von mehr als 100 m ist er der größte Frankreichs. Eine Hälfte des Steinkreises ist der Bebauung zum Opfer gefallen. 

Île-aux-Moines
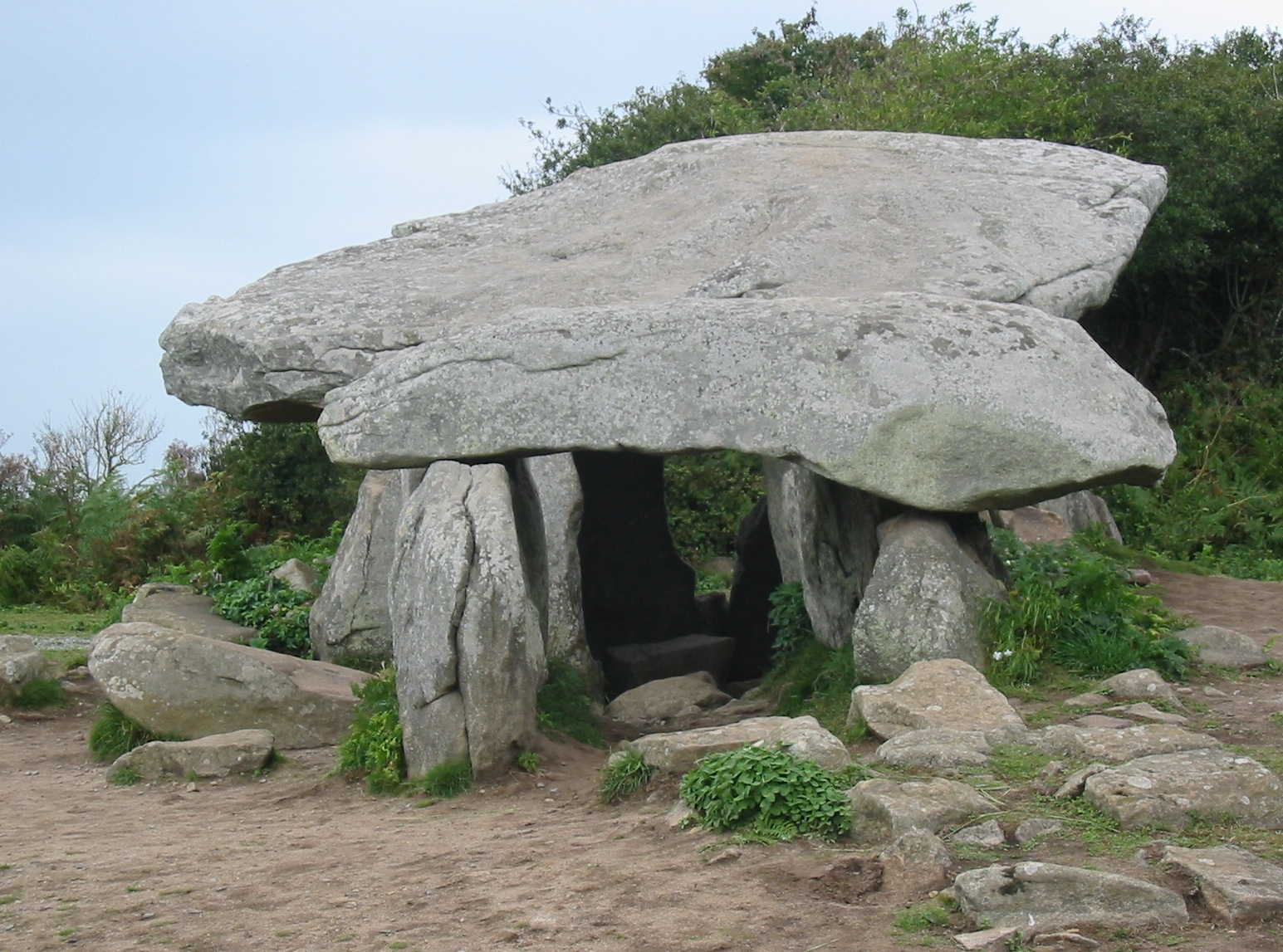
Dolmen Penhap
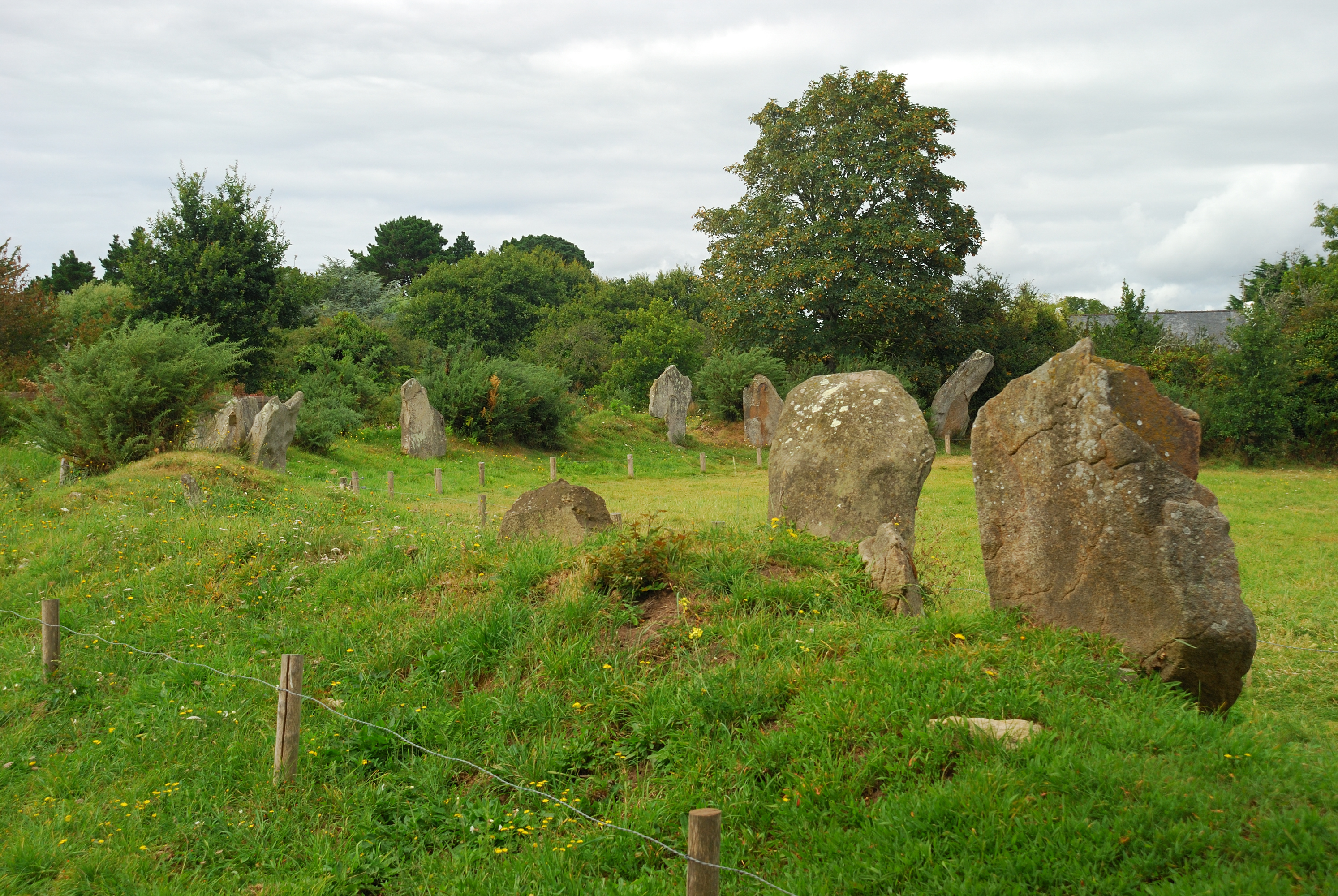
Cromlech von Kergenan
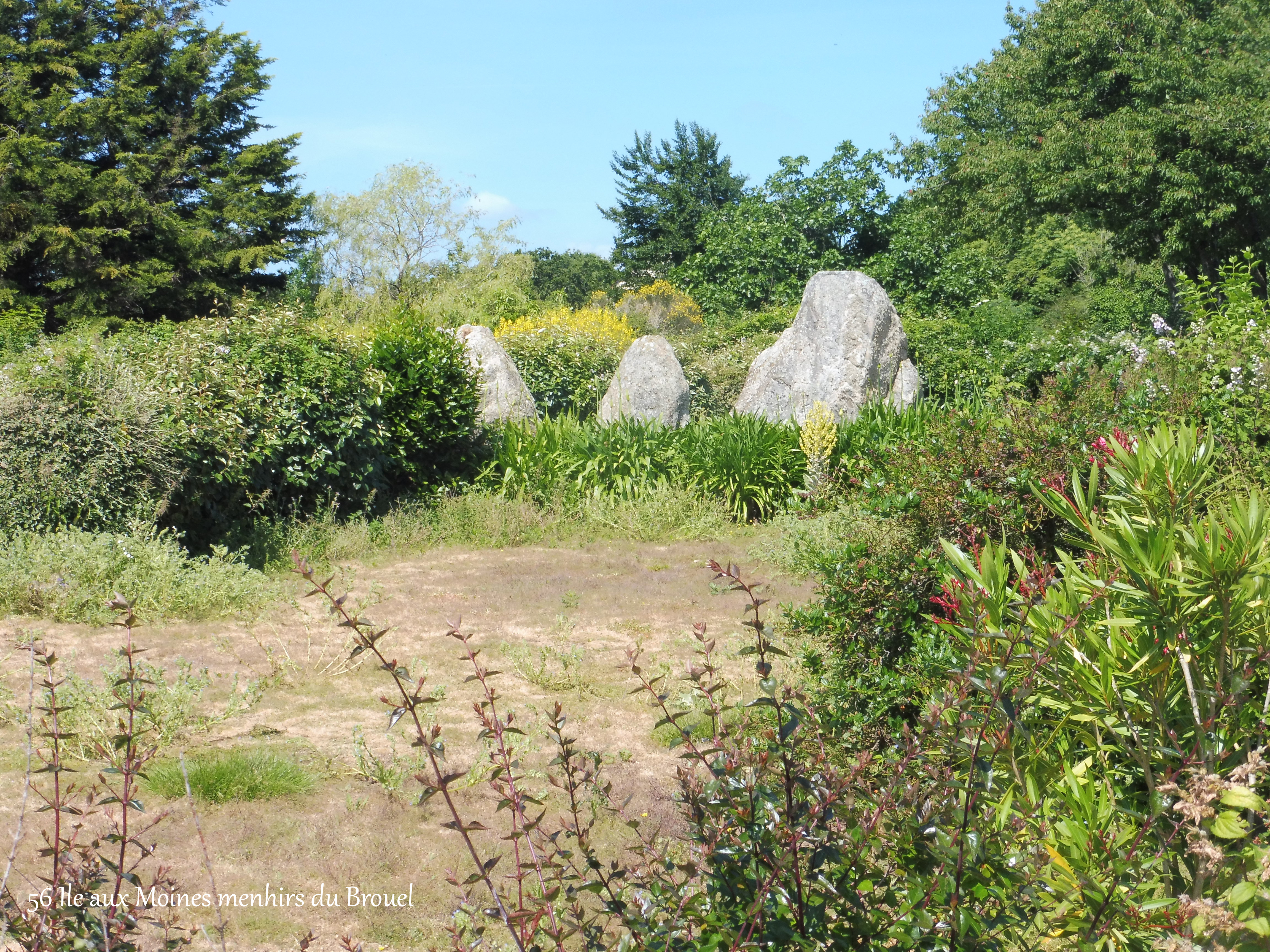
Menhirs du Brouel
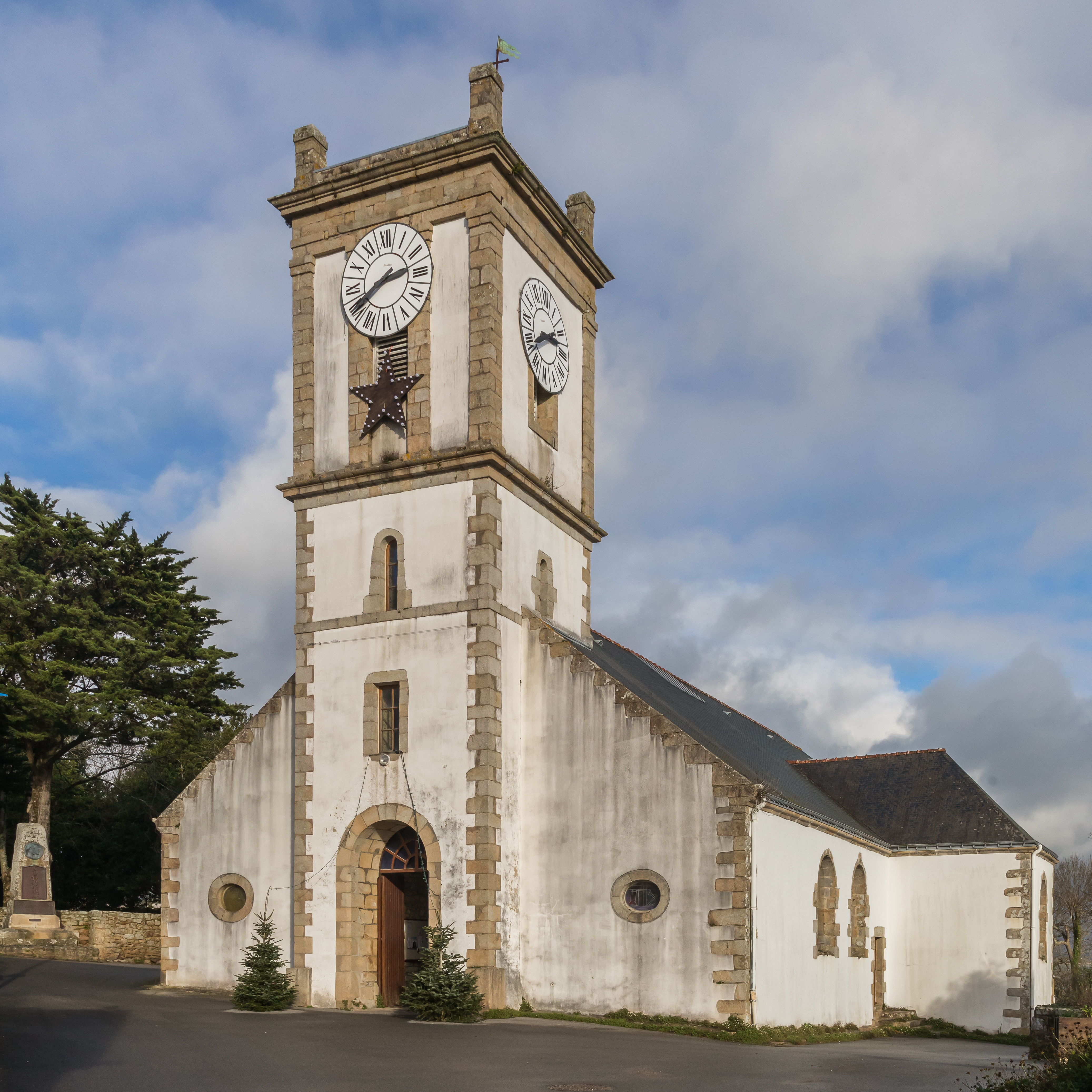
Kirche Saint-Michel auf der Ile-aux-Moines

Im Jahr 854 veranlasste eine Spende des bretonischen Herzogs Erispoe an die Abtei von Saint-Sauveur in Redon, dass von dort aus das Kloster auf der Insel gegründet werden konnte. Ab dem 10. Jahrhundert gehörte diese zur Gemeinde Arradon. Im Jahre 1453 erhielt der Ort den Status einer Gemeinde, die im Jahre 1792 selbständig wurde.

### Bevölkerungsentwicklung
| Jahr                       | 1962 | 1968 | 1975 | 1982 | 1990 | 1999 | 2010 | 2019 |
| Einwohner                  | 748  | 711  | 588  | 590  | 617  | 610  | 629  | 620  |
| Quellen: Cassini und INSEE |      |      |      |      |      |      |      |      |